# Limber Morejón
Limber Ronal Morejón Antezana (Oruro, 24 de diciembre de 1976) es un exfutbolista boliviano. Se desempeñaba como defensa.

## Biografía
En 2021 se postuló a la Gobernación de Cochabamba.

## Selección nacional
El viernes 31 de octubre de 2003 hizo su debut en la selección mayor en un amistoso ante el seleccionado de Panamá.

## Clubes
| Club              | País    | Año         |
| ----------------- | ------- | ----------- |
| Jorge Wilstermann | Bolivia | 1996 - 2002 |
| The Strongest     | Bolivia | 2003        |
| Aurora            | Bolivia | 2004        |
| Jorge Wilstermann | Bolivia | 2005 - 2006 |
| San José          | Bolivia | 2007 - 2009 |

## Palmarés

### Títulos nacionales
| Título           | Club              | País    | Año                 |
| ---------------- | ----------------- | ------- | ------------------- |
| Primera División | Jorge Wilstermann | Bolivia | 2000                |
| Primera División | The Strongest     | Bolivia | Apertura 2003       |
| Primera División | The Strongest     | Bolivia | Clausura 2003       |
| Primera División | Jorge Wilstermann | Bolivia | Segundo Torneo 2006 |
| Primera División | San José          | Bolivia | Clausura 2007       |